# James Michael
James Andrew Michael, född 26 september 1967 i Holland, Michigan, är en amerikansk musikproducent, låtskrivare, ljudtekniker och sångare.
Från och med 2007 är han sångare i rockgruppen Sixx: A.M. där även basisten Nikki Sixx från Mötley Crüe medverkar, och dessutom DJ Ashba som tidigare var medlem i Guns N' Roses.

## Karriär
Michael har arbetat som producent, låtskrivare och/eller ljudtekniker för följande artister:
Alanis Morissette, Meat Loaf, Mötley Crüe, Scorpions, HammerFall, Hilary Duff, The Rasmus, Papa Roach, Trapt, American Bang, Saliva, The Exies, Deana Carter, Sammy Hagar, Lillix, Sarah Kelly, Taylor Momsen, Halestorm, Kelly Clarkson, Jack's Mannequin, Brides of Destruction, Shahnaz och Marion Raven.